# Magid Arslane
Pour les articles homonymes, voir Arslan.
Le prince Magid Arslane (février 1908-18 septembre 1983), est un homme politique libanais, ministre à plusieurs reprises.

## Biographie

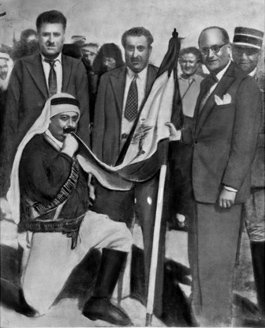
Majid Arslan embrassant le drapeau libanais

Magid Arslane est un leader druze né à Choueifate. Il entre dans  l'action politique dans les années 1920 en militant pour la création du Grand Liban. En 1932, il épouse sa cousine, la princesse Lamis Chéhab qui lui donnera deux fils, le prince Toufic (1935-2003) et le prince Fayçal (1941-2010). À la suite du décès de sa première femme, il épouse en 1956 la princesse Khawla Joumblatt, et aura trois filles (les princesses Zeina, Rima et Najwa), ainsi qu’un fils, le futur député et ministre, le prince Talal Arslan,.
Il remporte sa première élection pour siéger en 1932. Il s’est présenté à toutes les élections législatives entre 1931 et 1972 et les a toutes remportées. Il conservera donc son siège de député druze du Mont-Liban et de Aley jusqu’à son décès en 1983.
Il a occupé de nombreux postes ministériels à 28 reprises, dont les suivants : l’Agriculture, la Santé, la Défense, les Télécommunications, la Justice, et l’Habitat. C'est surtout pour le poste de ministre de la défense qu'il est connu; poste qu'il occupé 19 fois.
Lors de la crise de l'indépendance en 1943, les autorités françaises arrêtent le président de la République, Béchara el-Khoury, le président du Conseil, Riyad es-Solh, ainsi que les ministres Camille Chamoun, Adel Osseiran et Abdel Hamid Karamé. Retranché dans le village de Bchamoun, le prince Magid et le vice-président du Conseil, Habib Abou Chahla, constituent le gouvernement du Liban libre. Ils prennent les armes pour contrer une éventuelle attaque française. Arslan maintiendra sa position jusqu’au 22 novembre, avec la libération des prisonniers et l'accession du Liban à l'indépendance.
C'est durant la présence du prince au ministère de la Défense que l'armée libanaise a été créée, sous le commandement de Fouad Chéhab.

## Postérité
En 2018, le président de la République libanaise, Michel Aoun, inaugure une statue équestre de Magid Arslane à Khaldé.